# Poste de secours en France

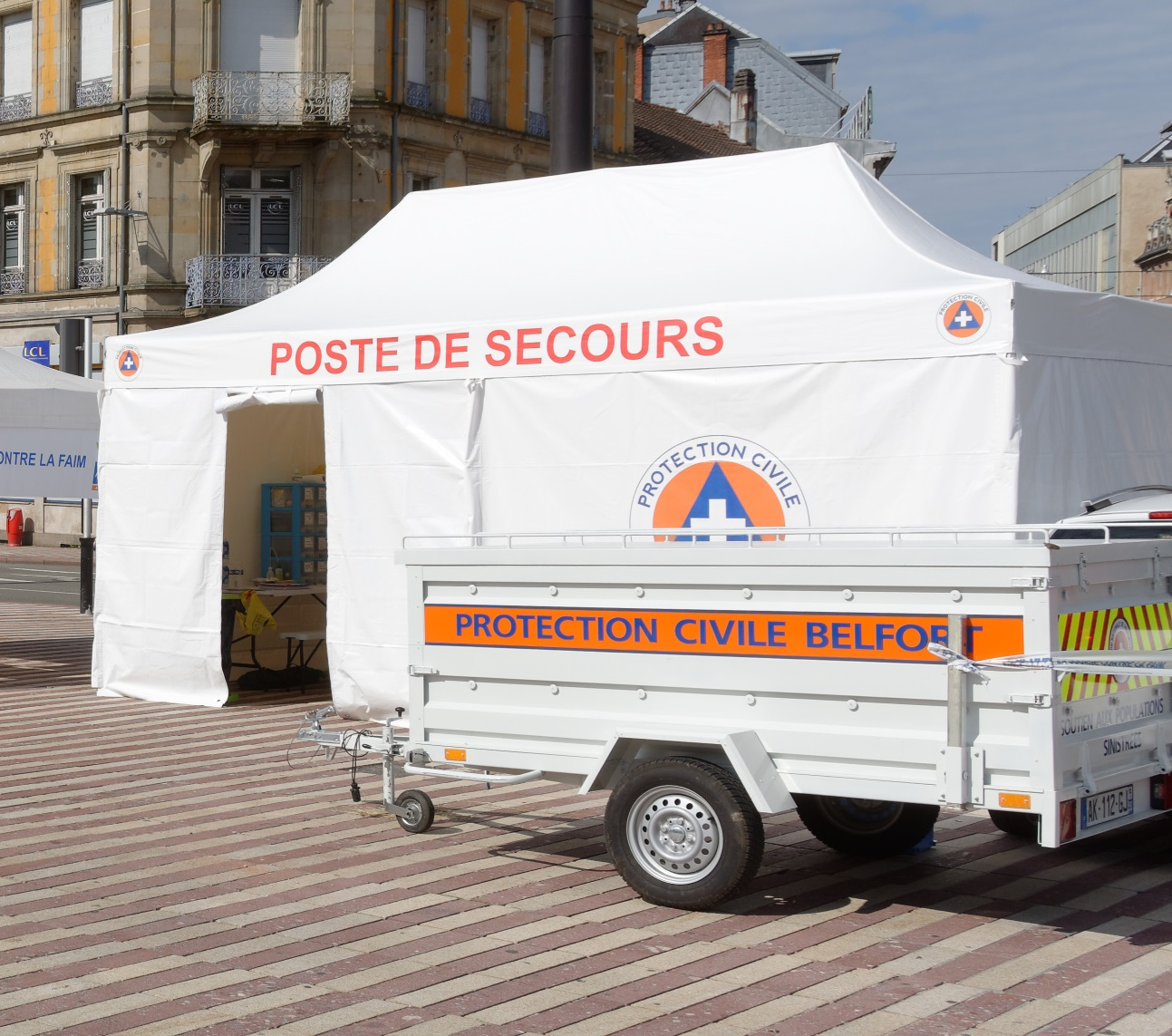
Dispositif prévisionnel de secours organisé par la Protection Civile de Belfort en 2016.

En France, un poste de secours, ou dispositif prévisionnel de secours, est un dispositif préventif mis en place pour couvrir un événement saisonnier (par exemple surveillance de plages) ou ponctuel (manifestation sportive ou culturelle, foire, concert, grand rassemblement…). Il est tenu par des secouristes.
Les secouristes prennent en charge les blessés et les victimes de malaises, effectuent les gestes de premiers secours et préviennent la régulation médicale du SAMU le cas échéant en vue d'une demande de renfort, d'un avis médical, ou de l'évacuation d'une personne vers un hôpital si le médecin régulateur le juge nécessaire.
L'intérêt d'un poste de secours est double. Premièrement, la présence d'une équipe sur place permet une prise en charge rapide des victimes, ce qui est primordial en cas de détresse grave (hémorragie, inconscience,  arrêt cardio-respiratoire...). De plus, le poste de secours permet de décharger les services d'urgence en traitant sur place les cas les plus bénins et en donnant des informations pertinentes au médecin régulateur.  
Ces dispositifs, pleinement intégrés dans la chaîne des secours, permettent un gain de temps et de confort pour les victimes, de limiter les coûts du système public de secours, ainsi que de libérer les véhicules de service public (sapeurs-pompiers et SAMU) qui peuvent se concentrer sur les urgences à domicile ou sur la voie publique. 

## Historique

### XIXesiècle
Au cours du XIXe siècle, le concept de postes de premiers secours organisés à titre prévisionnel s'est développé lors des conflits armés, à travers le service de santé des armées. À partir de la Guerre franco-allemande de 1870, la Société de secours aux blessés militaires, ancêtre de la Croix-rouge française, organise les premiers dispositifs de secours français tenus par des volontaires. Ceux-ci prenaient notamment la forme d'ambulances dites volantes, présentes au plus près des combats afin de rapatrier les blessés à l'aide de brancardiers, ainsi que d'hôpitaux auxiliaires placés en retrait du front qui étaient chargés de compléter les hôpitaux militaires,.

### XXesiècle

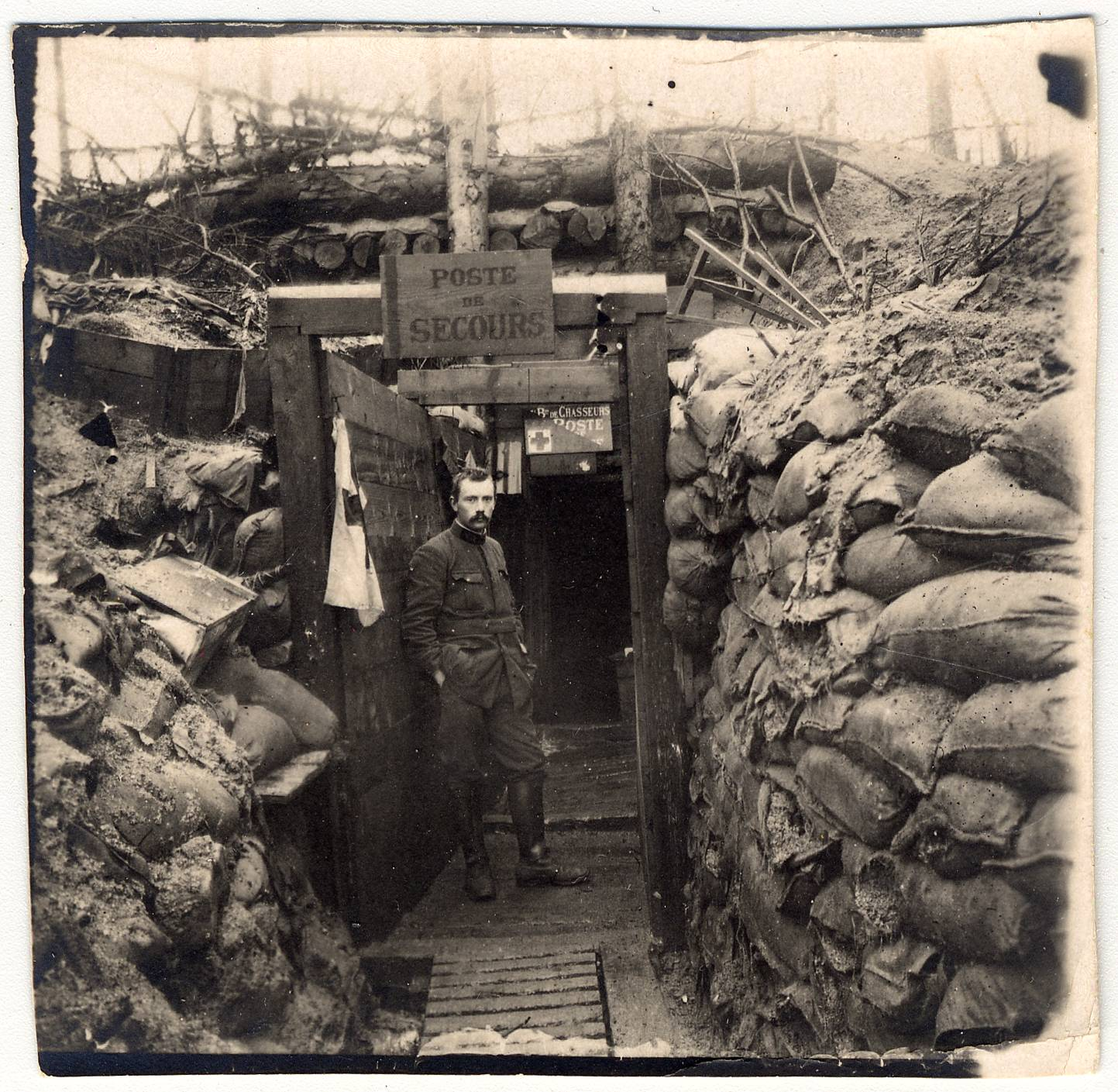
Officier devant un poste de secours de la Première Guerre mondiale.

#### Affirmation du rôle des acteurs associatifs
Les dispositifs organisés par des volontaires associatifs dans un contexte militaire ont continué de se développer au début du XXe siècle, aussi bien du fait de leur efficacité qu'en raison de l'ampleur des conflits qui nécessitaient la prise en charge d'un grand nombre de victimes. Au cours de la Première Guerre mondiale, la Croix-rouge française gérait des postes de secours aux frontières utilisés pour le relevage des blessés ainsi que 1 480 hôpitaux auxiliaires. Pendant la Seconde Guerre mondiale, de nombreux postes de secours ont également été tenus par les volontaires de la Croix-Rouge et de la Défense passive,, notamment en vue d'améliorer la prise en charge des blessés des bombardements.

#### Développement des postes de secours en temps de paix
Même si la Croix-Rouge a effectué des activités de secours et d'assistance aux populations en temps de paix dès 1919, ce n'est qu'à partir de la deuxième moitié du XXe siècle que les postes de secours à usage civil se sont répandus, en réponse à la multiplication des grands rassemblements sportifs, culturels et festifs. Jusqu'à la fin des années 1980, peu de règles encadraient le recours ou l'organisation de dispositifs de premiers secours lors de ces évènements, la prise en charge des victimes étant à la charge des Services d'aide médicale urgente (SAMU) et des Services mobiles d'urgence et de réanimation (SMUR) au même titre que les urgences quotidiennes. Une partie de la couverture sanitaire préventive lors de grands évènements pouvait toutefois être assurée par des acteurs associatifs. Afin de formaliser cet engagement, le ministère de la santé concluait des conventions avec les organismes associatifs, notamment la Croix-Rouge en 1987 et la Fédération nationale de protection civile en 1992. Ces conventions ont fixé le principe qu'en cas de grand rassemblement, un poste de secours peut être organisé à la demande de la préfecture, de l'organisateur, ou du SAMU.  
En revanche, les règles relatives à la sécurité de ces évènements, au dimensionnement des postes de secours et à leur organisation étaient vagues, ce qui posait des difficultés pour assurer la protection du public. C'est dans ce cadre qu'une circulaire du 20 avril 1988 du ministère de l'Intérieur a défini les premières règles pour encadrer l'organisation des secours pendant ces grands rassemblements. Il s'agissait notamment d'identifier les risques liés à l'évènement, afin de prévoir des postes de secours ainsi que les moyens adéquats d'évacuation des victimes. Lors des manifestations particulièrement importantes ou risquées (par exemple pour les sports mécaniques), le préfet ou le maire pouvait arrêter un dispositif spécifique. C'est alors lui qui fixait le dimensionnement du poste, la position des équipes et le matériel requis. Dans les autres situations, l'organisateur et l'association de secourisme déterminaient ces modalités dans un contrat, souvent appelé convention de poste. 
Ainsi, en dehors des cas où le dispositif était organisé par la préfecture, aucun texte n'obligeait à la tenue d'un poste. Dans certains cas, ces derniers pouvaient être exigés par les compagnies d'assurance ou les fédérations sportives.

#### Apparition des premières règles d'organisation des postes de secours
A la fin des années 1980, le recours aux postes de secours s'est généralisé. Toutefois, il existait très peu de normes réglementant leur fonctionnement ainsi que les pratiques des intervenants. La tenue des dispositifs de secours ne nécessitait pas d'agrément et pouvait être effectuée par des organismes privés. Pour pallier l'absence de règles spécifiques, les consignes étaient données au cas par cas par les préfets ou les maires dans le cadre de leurs prérogatives de police administrative, ainsi que par les autorités sanitaires responsables de la prise en charge des victimes. Pendant les années 1990, une série de textes est venu préciser le fonctionnement des dispositifs de secours.
Le décret du 30 août 1991 a créé le certificat de formation aux activités des premiers secours en équipe (CFAPSE). Il réglemente les gestes de secourisme en équipe, ce qui offre un premier référentiel pour les intervenants chargés de la tenue des postes de secours. Ces derniers doivent avoir la qualité de secouriste et détenir le CFAPSE qui est désormais un prérequis pour participer à toute mission de secours organisée sous le contrôle des autorités publiques. Les sauveteurs, titulaires du brevet national de premiers secours (BNPS), peuvent également y participer sous la supervision des secouristes. Depuis 1993, les personnels des dispositifs de secours doivent être couverts par une assurance souscrite par leur organisme.
À partir de 1997, tout rassemblement réunissant au moins 1500 personnes doit faire l'objet d'une déclaration préalable en préfecture. Dans ce cadre, l'organisateur doit prévoir des mesures de protection des participants et du public, ainsi que d'être capable de porter secours aux personnes en péril. Les postes de secours deviennent donc une obligation réglementaire pour les évènements importants ou à risque, sous peine de poursuites judiciaires. Certains évènements informels ou sans organisateur identifié, tels que les Rave party et les teknivals, ont nécessité des efforts d'adaptation de la part des pouvoirs publics pour assurer une présence effective des secours sur place.

### XXIesiècle

#### Apparition des points d'alerte et de premier secours
Au début du XXIe siècle, les autorités ont pris conscience de la nécessité de mieux adapter l'organisation des dispositifs de secours en fonction de la nature des rassemblements afin de maximiser le nombre d'évènement couverts et la qualité de la prise en charge des victimes. Dans ce cadre, une circulaire de 2001 a autorisé l'expérimentation des points d'alerte et de premiers secours (PAPS). L'objectif de ces postes de secours à format réduit était de couvrir les manifestations avec peu de public ou ne présentant pas de risque sans avoir à mobiliser des ressources humaines, matérielles et financières disproportionnées. Ces dispositifs à deux secouristes ayant rencontré un réel succès, leur principe a été retenu et pérennisé.

#### Définition de la doctrine de l'organisation des postes de secours
Face à la recrudescence de la menace terroriste et des crises telles que la tempête de 1999, la loi du 13 août 2004 a initié une dynamique de modernisation de la sécurité civile qui a été l'occasion de définir les rôles respectifs de l'ensemble des acteurs du secours. Son chapitre V a fixé les principes fondateurs d'une doctrine de l'organisation des postes de secours, qui sont désormais désignés par le terme dispositif prévisionnel de secours (DPS). Afin de garantir la qualité de la prise en charge des victimes, ces dispositifs ne peuvent être organisés que par des associations qui détiennent un agrément de sécurité civile délivré par les autorités. En principe, il n'est donc plus possible pour d'autres sociétés privées d'effectuer ce type de missions. 
En 2006, cette doctrine a été déclinée sous la forme d'un référentiel national détaillant les modalités opérationnelles et techniques d'organisation des dispositifs prévisionnels de secours,. Ce document définit quatre niveaux de dimensionnement des postes de secours en fonction de l'ampleur de la manifestation et des risques qu'elle présente, ainsi que les critères méthodologiques permettant de déterminer le dispositif adéquat. Le référentiel indique également le nombre d'intervenants et le matériel à prévoir pour chaque niveau de DPS. En application de la loi de 2004, le référentiel précise aussi les modalités des évacuations de victimes effectuées par les associations agréées de sécurité civile, qui étaient jusque-là soumises au régime des ambulances. Enfin, des procédures de suivi administratif des évènements et de la prise en charge des victimes sont créées.
Au cours des années suivantes, les textes juridiques ont connu des évolutions de forme, notamment avec la codification des dispositions législatives dans le code de la sécurité intérieure en 2012. Toutefois, la doctrine générale des postes de secours actuellement en vigueur reste celle définie dans le référentiel de 2006.

## Organisation des postes de secours généraux (DPS)

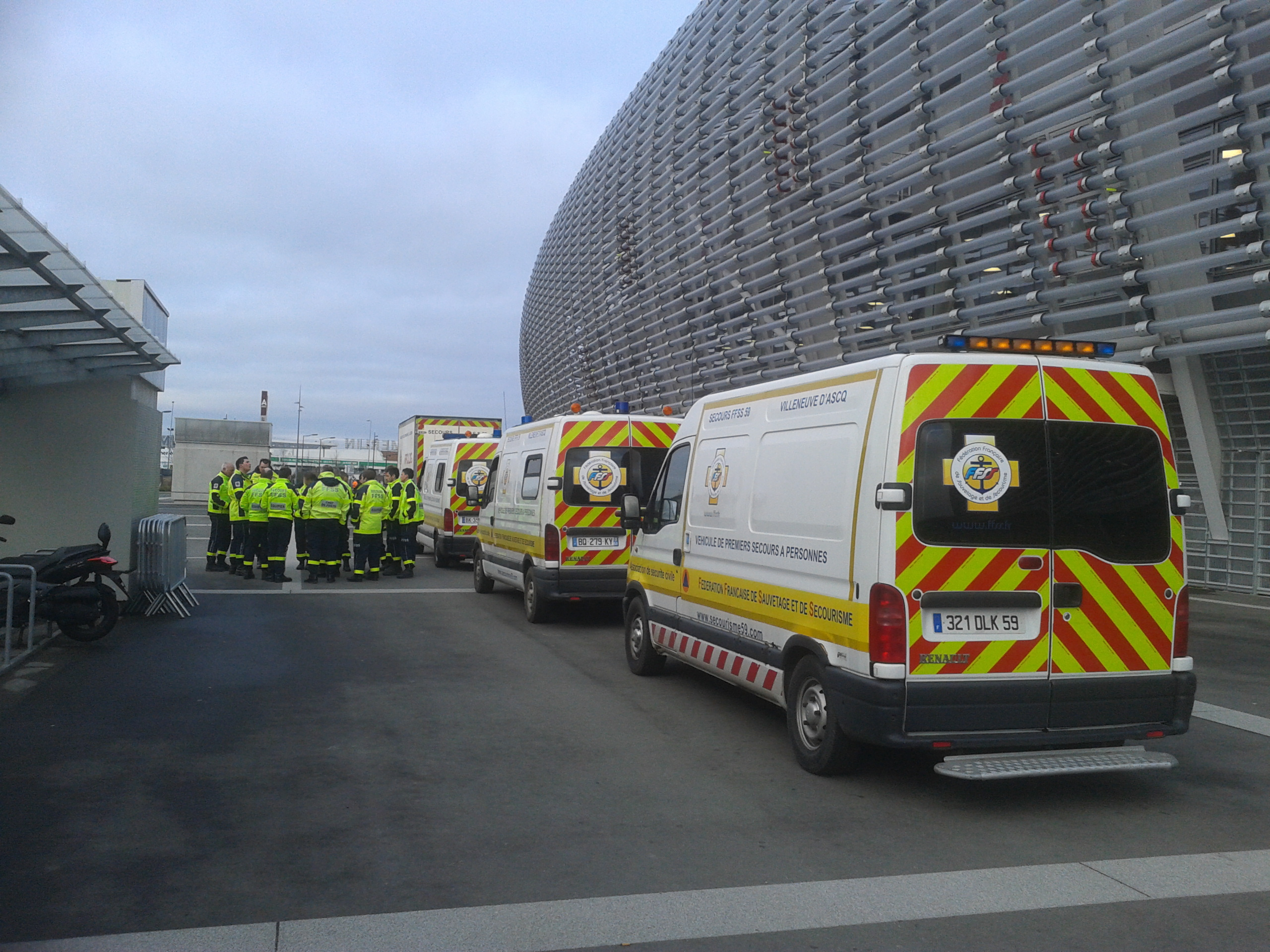
Briefing de la FFSS préalable à la mise en place d'un dispositif prévisionnel de secours à Lille.

En France, les postes de secours généralistes sont appelés « dispositif prévisionnel de secours » (DPS) à la suite de la loi de modernisation de la sécurité civile, mais ils doivent être signalisés par un écriteau « poste de secours »(p21). Leur mise en place est définie par le Référentiel national de missions de sécurité civile — Dispositifs prévisionnels de secours (RNSC-DPS). Ce référentiel est applicable aux départements d'outre-mer et à la Polynésie française. En Nouvelle-Calédonie, il existe un référentiel spécifique dont le contenu est similaire à celui du RNSC-DPS.
Les postes de secours sont organisés à la demande des organisateurs d'un évènement, qu'il s'agisse de particuliers, d'autorités publiques, d'entreprises ou d'associations. Le dimensionnement des dispositifs dépend de différents critères permettant d'évaluer le niveau de risques du rassemblement (nombre de participants, comportement du public, accessibilité du site et délai d'intervention des secours). Au delà d'un certain niveau de risque, la tenue d'un DPS est obligatoire. Le préfet ou le maire, en tant qu'autorité de police, peuvent également exiger l'organisation d'un poste de secours dès lors que cela leur apparaît nécessaire.
Seules les associations détenant un agrément de type D, délivré par les préfectures à l'échelon départemental et par le ministère de l'Intérieur à l'échelon national, peuvent participer aux dispositifs prévisionnels de secours,. Toutefois, lorsque les organisateurs d'un évènement sont contraints par des règles spécifiques, ce qui est par exemple le cas pour les matchs de football, d'autres acteurs peuvent être associés au poste de secours. De même, les pouvoirs publics peuvent prépositionner des moyens supplémentaires, souvent issus des corps de sapeurs-pompiers, pour compléter le dispositif prévisionnel de secours. Ces effectifs ne sont pas intégrés au poste de secours en tant que tel, mais dans le cadre d'un dispositif plus large.
En fonction du type d'évènement couvert, les DPS peuvent prendre plusieurs formes. Les postes de secours statiques, implantés dans une structure fixe telle qu'un bâtiment ou une tente, permettent de prendre en charge un public peu mobile (concert, festival, manifestation sportive dans un stade ou un gymnase...). Lors des dispositifs dynamiques (course, défilé...), un ou plusieurs véhicules de premiers secours suivent les participants pour porter assistance aux victimes et les acheminer vers un lieu de prise en charge. Enfin, pour couvrir les évènements combinant les deux caractéristiques précédentes, un poste de secours statique et un dispositif dynamique sont associés au sein d'un DPS mixte(p22).
Chaque dispositif de secours doit faire l'objet d'une convention entre l'organisateur et l'organisme agréé, qui précise notamment les caractéristiques de l'évènement, le dispositif de secours prévu, ainsi que les modalités logistiques, opérationnelles et financières de la prestation(p75).

### Fonctions des intervenants

#### Intervenants secouristes
Les intervenants secouristes constituent l'équipe de base d'un poste de secours(p18), composée :
- de secouristes (niveau PSE1) et les équipiers-secouristes (PSE2), chargés de la prise en charge des victimes. Les secouristes sont obligatoirement encadrés par des équipiers secouristes ;
- d'un chef d'équipe, qui commande l'action de trois secouristes ou équipiers-secouristes ;
- d'un chef de poste, qui commande les postes de petite envergure. Il encadre directement les chefs d'équipe. Pour les dispositifs plus importants, un chef de poste peut diriger jusqu'à 12 intervenants secouristes[28],[29]. Le chef de poste est membre d'une association agréée de sécurité civile (AASC) nommé par son autorité d'emploi pour assurer le commandement d'un dispositif prévisionnel de secours de petite envergure (DPS-PE) ou d'un dispositif prévisionnel de secours de moyenne envergure (DPS-ME) ou d'un dispositif prévisionnel de secours de grande envergure (DPS-GE)[28],[29],[30]. Il doit obligatoirement être majeur et titulaire du certificat de compétences d'équipier secouriste - PSE 2. Avant la mission de secours, le chef de poste doit prendre les consignes auprès de son autorité d'emploi (AASC) et se doter d'un ordre de mission mentionnant le DPS ainsi que du type de mission ainsi que les moyens mis à disposition et les clauses techniques de la convention. À son arrivée sur les lieux, il vérifie la concordance des clauses techniques de la convention (critère de dimensionnement du dispositif, logistique...), met en place le dispositif et les modalités opératoires liées à l'évènement et enfin contacte les secours publics pour signaler la mise en place d'un DPS. Pendant la mission, il coordonne l'action du personnel mis à disposition pour le DPS, alerte ou fait alerter les secours, dirige la prise en charge des victimes jusqu'à l'arrivée des secours publics et se met immédiatement à disposition du Commandant des Opérations de Secours (COS) dès son arrivée sur les lieux. Après la désactivation du DPS, il rend compte à son autorité d'emploi et assure la partie administrative du dispositif.

#### Autres intervenants des postes de secours
Pour les postes de secours plus importants, il existe d'autres intervenants permettant d'assurer un niveau supérieur d'encadrement et un appui logistique :
- le chef de section commande les postes de moyenne envergure. Il encadre directement les chefs de poste. Pour les dispositifs plus importants, un chef de section peut commander jusqu'à 36 intervenants secouristes ;
- le chef de dispositif dirige les postes de grande envergure. Il encadre directement les chefs de section ;
- le coordinateur inter associatif dirige les moyens humains et matériels de l'ensemble des associations lorsque plusieurs d'entre elles participent à un poste de secours ;
- le logisticien administratif et technique est chargé des aspects administratifs ou logistiques du dispositif (montage des tentes, alimentation électrique, ravitaillement, etc.) lorsque son ampleur le justifie.

En outre, lors de certains dispositifs, la présence d'infirmiers et de médecins peut être prévue.

#### Personnes exerçant une autorité sur les postes de secours
Certaines personnes ne font pas partie des équipes constituant les postes de secours mais exercent une autorité directe sur leur organisation :
- le médecin régulateur du SAMU décide du moyen d'acheminement et du lieu d'accueil des victimes[31] ;
- le commandant des opérations de secours[32] est le représentant des pouvoirs publics qui est chargé de superviser les secours au niveau départemental. Il s'agit en général du directeur départemental des services d'incendie et de secours ou d'un officier de sapeur-pompier en son absence. Il est placé sous l'autorité du directeur des opérations de secours ;
- le directeur des opérations de secours[32] est l'autorité chargée de mettre en œuvre tous les moyens publics ou privés mobilisables pour l'accomplissement des opérations de secours. Cette prérogative, qui relève des pouvoirs de police administrative, est exercée par le maire à l'échelon communal, et le préfet à l'échelon départemental.

### Dimensionnement des dispositifs prévisionnels de secours

#### Méthode de calcul du dimensionnement des postes de secours
Le dimensionnement d'un dispositif prévisionnel de secours ainsi que le nombre d'intervenants secouristes dépend du niveau de risque de chaque évènement. Ces risques sont évalués à l'aide d'une grille établie à partir des indicateurs présentés dans le tableau ci-dessous(p23).
| Critère d'évaluation                                           | Situation | Niveau de risque                                         | Indicateur                                         |
| -------------------------------------------------------------- | --- | -------------------------------------------------------- | -------------------------------------------------- |
| Effectif prévisible du public {\displaystyle P_{1}}            | Jusqu'à 100 000 participants                                                                                                  | Niveau de risque proportionnel au nombre de participants | {\displaystyle P=P_{1}}                            |
| Effectif prévisible du public {\displaystyle P_{1}}            | Plus de 100 000 participants                                                                                                  | Une pondération évalue le niveau de risque               | {\displaystyle P=100000+{\frac {P_{1}-100000}{2}}} |
| Comportement prévisible du public {\displaystyle P_{2}}        | Public assis | Faible                                                   | {\displaystyle P_{2}=0,25}                         |
| Comportement prévisible du public {\displaystyle P_{2}}        | Public debout et calme (cérémonie, exposition...)                                                                             | Modéré                                                   | {\displaystyle P_{2}=0,30}                         |
| Comportement prévisible du public {\displaystyle P_{2}}        | Public debout (spectacle avec public statique, fête foraine...)                                                               | Moyen                                                    | {\displaystyle P_{2}=0,35}                         |
| Comportement prévisible du public {\displaystyle P_{2}}        | Public debout et dynamique (spectacle, feria, carnaval...)                                                                    | Élevé                                                    | {\displaystyle P_{2}=0,40}                         |
| Environnement et accessibilité du site {\displaystyle E_{1}}   | Structure permanente (bâtiment), desservie par une voie dégagée                                                               | Faible                                                   | {\displaystyle E_{1}=0,25}                         |
| Environnement et accessibilité du site {\displaystyle E_{1}}   | Structure non permanente (chapiteau), terrain naturel à faible surface, accessibilité modérée                                 | Modéré                                                   | {\displaystyle E_{1}=0,30}                         |
| Environnement et accessibilité du site {\displaystyle E_{1}}   | Espace naturel de surface moyenne, accessibilité difficile                                                                    | Moyen                                                    | {\displaystyle E_{1}=0,35}                         |
| Environnement et accessibilité du site {\displaystyle E_{1}}   | Espace naturel de grande surface, accessibilité difficile, progression des secours rendue difficile par la présence du public | Élevé                                                    | {\displaystyle E_{1}=0,40}                         |
| Délai d'intervention des secours publics {\displaystyle E_{2}} | Moins de 10 minutes | Faible                                                   | {\displaystyle E_{2}=0,25}                         |
| Délai d'intervention des secours publics {\displaystyle E_{2}} | 10 à 20 minutes | Modéré                                                   | {\displaystyle E_{2}=0,30}                         |
| Délai d'intervention des secours publics {\displaystyle E_{2}} | 20 à 30 minutes | Moyen                                                    | {\displaystyle E_{2}=0,35}                         |
| Délai d'intervention des secours publics {\displaystyle E_{2}} | Plus de 30 minutes | Élevé                                                    | {\displaystyle E_{2}=0,40}                         |

A l'aide de cette grille, l'organisateur de l'évènement peut calculer l'indice total de risque {\displaystyle (i)} en appliquant la formule suivante :
{\displaystyle i=P_{2}+E_{1}+E_{2}}
L'indice total de risque {\displaystyle (i)} permet de calculer le ratio d'intervenants secouristes {\displaystyle (ris)} qui détermine le dimensionnement du poste de secours ainsi que le nombre d'intervenants secouristes :
{\displaystyle ris=i\times {\frac {P}{1000}}}
En fonction du résultat, les configurations suivantes de postes de secours sont prévues :
- si le {\displaystyle ris} est inférieur ou égal à 0,25, il n'est pas obligatoire de prévoir un poste de secours, sauf si le maire ou le préfet en donne l'ordre ;
- si le {\displaystyle ris} est supérieur à 0,25 et inférieur ou égal à 1,125, un point d'alerte et de premiers secours (PAPS) doit être organisé ;
- si le {\displaystyle ris} est supérieur à 1,125 et inférieur ou égal à 12, un dispositif prévisionnel de secours de petite envergure (DPS-PE) doit être organisé ;
- si le {\displaystyle ris} est supérieur à 12 et inférieur ou égal à 36, un dispositif prévisionnel de secours de moyenne envergure (DPS-ME) doit être organisé ;
- si le {\displaystyle ris} est supérieur à 36, un dispositif prévisionnel de secours de grande envergure (DPS-GE) doit être organisé.

Le nombre d'intervenants secouristes est toujours pair, les secours étant obligatoirement constitués en binômes(p28). 
- Pour un évènement dont le {\displaystyle ris} est compris entre 0,25 et 1,125, le nombre minimal d'intervenants secouristes est 2.
- Lorsque le {\displaystyle ris} est supérieur à 1,125, le nombre d'intervenants secouristes est au minimum de 4.
- Lorsque le {\displaystyle ris} est supérieur à 4, le nombre d'intervenants secouristes est égal au {\displaystyle ris} arrondi au nombre pair immédiatement supérieur. Par exemple, pour un évènement dont le {\displaystyle ris} est de 4,3, au moins 6 intervenants secouristes sont nécessaires.

#### Les points d'alerte et de premiers secours (PAPS)
Le point d'alerte et de premier secours (PAPS) est la configuration minimale, qui permet de couvrir les évènements avec un faible niveau de risque ou avec un public réduit ({\displaystyle ris} inférieur ou égal à 0,25). Le PAPS est composé d'une équipe de 2 intervenants, dont au moins un équipier-secouriste, qui peut assurer le commandement du dispositif s'il est le plus qualifié. La présence d'un chef d'équipe ou d'un chef de poste n'est pas obligatoire pour ce type de poste de secours(p33).
Les intervenants disposent d'un défibrillateur et d'un lot C qui contient le matériel de base permettant de réaliser un bilan et d'assurer sans délai les premiers secours en cas de détresse vitale (arrêt cardiaque, hémorragie, inconscience). En cas d'intervention lourde, notamment lorsqu'elle nécessite un relevage ou une évacuation vers un centre hospitalier, les secouristes sont chargés d'alerter la régulation du SAMU afin de demander un renfort. En effet, les intervenants d'un PAPS ne sont pas assez nombreux et ne disposent pas du matériel suffisant pour ce type de missions. Cependant, la transmission d'un bilan complet au médecin régulateur présente l'avantage d'envoyer les moyens les mieux adaptés à l'état de la victime, ainsi que d'améliorer substantiellement le délai et la qualité de sa prise en charge.

#### Les dispositifs prévisionnels de secours de petite envergure (DPS-PE)
Le dispositif prévisionnel de secours de petite envergure (DPS-PE) est une configuration qui permet de couvrir les évènements dont le {\displaystyle ris} est compris entre 0,25 et 1,125. Composé d'un seul poste de secours, ce dispositif peut réunir de 4 à 12 intervenants secouristes. Il est obligatoirement commandé par un chef de poste. Une équipe de 4 intervenants, dont le chef de poste, est rattachée au poste de secours pendant la durée de l'évènement. Les autres personnels sont constitués en binômes, ou en équipe de 4 intervenants, qui peuvent s'éloigner du poste de secours (on parle alors de volantes) pour surveiller le public ou prendre en charge des victimes(p37).
| Nombre d'intervenants d'un DPS-PE | Équipe rattachée au poste de secours (4 personnes dont 1 chef de poste) | Binôme supplémentaire (2 personnes) | Équipe supplémentaire (4 personnes dont 1 chef d'équipe) |
| --------------------------------- | ----------------------------------------------------------------------- | ----------------------------------- | -------------------------------------------------------- |
| 4                                 | 1                                                                       | 0                                   | 0                                                        |
| 6                                 | 1                                                                       | 1                                   | 0                                                        |
| 8                                 | 1                                                                       | 0                                   | 1                                                        |
| 10                                | 1                                                                       | 1                                   | 1                                                        |
| 12                                | 1                                                                       | 2                                   | 1                                                        |

L'équipe rattachée au poste de secours dispose d'un lot A, qui contient suffisamment de matériel pour effectuer l'ensemble des gestes de secours auxquels les intervenants sont habilités, réaliser un bilan, et réapprovisionner les autres lots. Chaque binôme supplémentaire dispose d'un lot B, qui permet de lutter sans délai contre une détresse vitale ; et l'équipe supplémentaire dispose d'un lot C équivalent à celui utilisé pour les PAPS. Les intervenants d'un DPS-PE disposent donc de suffisamment d'effectifs et de matériel pour assurer l'ensemble de la prise en charge pré-hospitalière non médicale.
Sur ordre du médecin régulateur du SAMU, les personnels d'un DPS-PE peuvent effectuer eux-mêmes les évacuations vers un centre hospitalier s'ils disposent d'effectifs suffisants et d'un véhicule de premiers secours.

#### Les dispositifs prévisionnels de secours de moyenne envergure (DPS-ME)
Le dispositif prévisionnel de secours de moyenne envergure (DPS-ME) permet de couvrir des évènements importants, dont le {\displaystyle ris} est compris entre 12 et 36. Il est composé de 2 à 3 postes de secours alimentés par 14 à 36 intervenants secouristes. Il est obligatoirement commandé par un chef de section et appuyé par au moins 2 logisticiens administratifs et techniques. Chaque poste de secours est organisé de la même manière qu'un DPS-PE(p45). Sur ordre du médecin régulateur du SAMU, les personnels peuvent effectuer eux-mêmes les évacuations vers un centre hospitalier s'ils disposent d'effectifs suffisants et de véhicules de premiers secours.
En raison de leur ampleur et des moyens nécessaires, plusieurs associations de sécurité civile peuvent concourir à l'organisation d'un DPS-ME.

#### Les dispositifs prévisionnels de secours de grande envergure (DPS-GE)

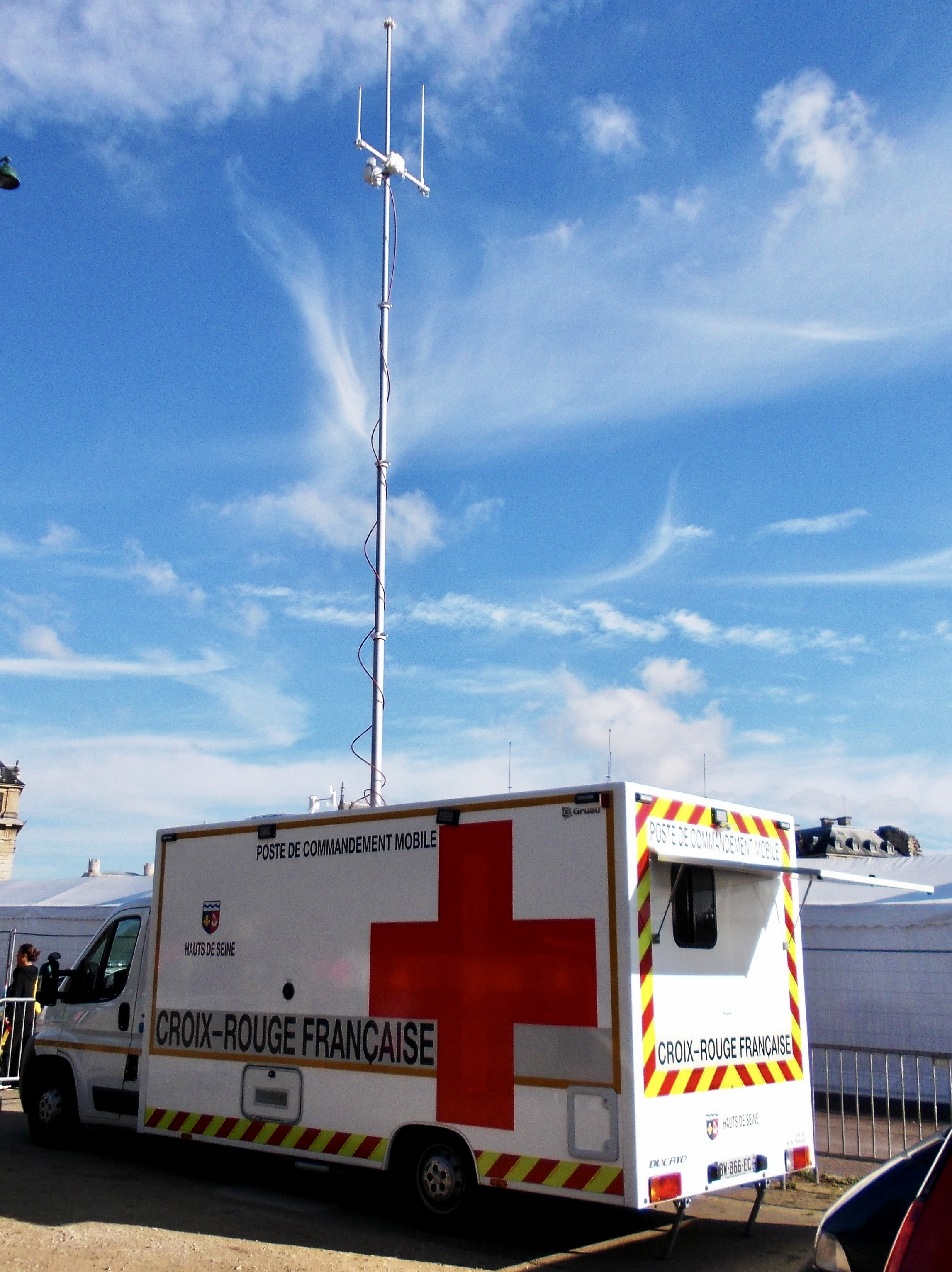
Poste de commandement mobile de la Croix-Rouge française.

Le dispositif prévisionnel de secours de grande envergure (DPS-GE) permet de couvrir les manifestations les plus importantes, dont le {\displaystyle ris} est supérieur à 36. Il est composé d'au moins 2 secteurs regroupant chacun 2 à 3 postes de secours, alimentés par plus de 36 intervenants secouristes. Il est obligatoirement commandé par un chef de dispositif. Chaque secteur est organisée de la même manière qu'un DPS-ME(p49). Sur ordre du médecin régulateur du SAMU, les personnels peuvent effectuer eux-mêmes les évacuations vers un centre hospitalier s'ils disposent de véhicules de premiers secours. En raison de leur ampleur et des moyens nécessaires, plusieurs associations de sécurité civile peuvent concourir à l'organisation d'un DPS-GE.
Lors des DPS-GE, l'installation d'un poste de commandement opérationnel (PCO) est obligatoire. Celui-ci sert à coordonner l'ensemble des acteurs participant au dispositif. Il peut être organisé dans un bâtiment en dur, ou dans un véhicule préparé à cet effet.

### Le matériel
Le RNSC-DPS définit le matériel minimum qui doit être prévu pour chaque configuration de dispositif prévisionnel de secours(p51). Toutefois, les associations peuvent disposer d'équipements supplémentaires dès lors que les intervenants sont habilités à leur utilisation.

#### Les lots de matériel
Afin de permettre l'adéquation entre le dimensionnement des postes de secours et les moyens nécessaires à leur fonctionnement, le RNSC-DPS prévoit une organisation du matériel en 3 types de lots :
- le lot A est associé à un poste de secours. Il contient suffisamment de matériel pour effectuer l'ensemble des gestes de secours auxquels les intervenants sont habilités, réaliser un bilan, et réapprovisionner les autres lots.
- le lot B est associé à un binôme. Il contient le matériel de première nécessité qui tient dans un sac de secours et qui permet de prendre en charge une victime en attentant l'arrivée d'une équipe dotée d'un lot C.
- le lot C est associé à un PAPS ou à une équipe. Il contient suffisamment de matériel pour assurer les gestes de premiers secours et le transport d'une victime.

#### Premiers secours
Les postes de secours sont équipés du matériel que les équipiers-secouristes détenteurs du PSE1 et du PSE2 sont habilités à utiliser. Ce matériel comprend notamment :
- des équipements de protection individuelle ;
- de quoi réaliser un bilan (tensiomètre, oxymètre...) ;
- des moyens de lutte contre les hémorragies, les plaies et les brûlures (garrot, pansements, champ stérile...) ;
- du matériel d'immobilisation et de prise en charge des traumatismes (collier cervical, attelles, plan dur, poches de froid...) ;
- des moyens de relevage et de brancardage ;
- du matériel d'oxygénothérapie ;
- des défibrillateurs automatiques ou semi-automatiques.

#### Logistique et administratif
Les intervenants secouristes doivent être en mesure de communiquer entre eux ainsi qu'avec les autorités. Dans ce cadre, ils ont l'obligation d'être munis de téléphones ou de radios. Par ailleurs, ils sont également tenus d'effectuer un suivi administratif des personnes prises en charge(p75). Ainsi, les informations relatives à l'état et aux gestes effectués pour chaque victime sont détaillés de façon exhaustive dans des fiches bilans. Ces dernières sont transmises aux secours assurant le transport ou la prise en charge hospitalière de la victime, ce qui permet un suivi plus efficace.

#### Véhicules

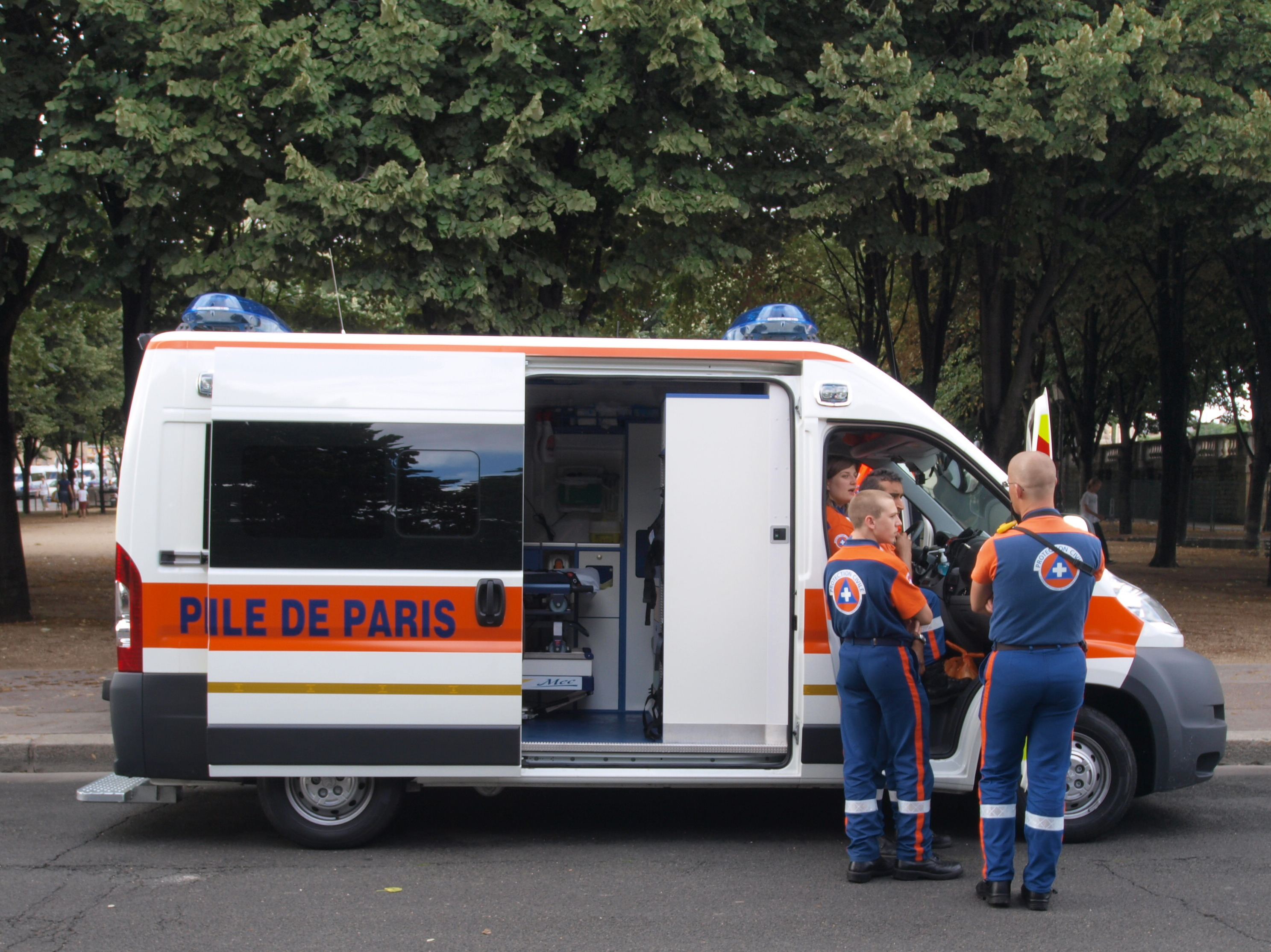
VPS de la Protection Civile de Paris

Les associations agréées de sécurité civile disposent de plusieurs types de véhicules pouvant être utilisés pour tenir un DPS. Les véhicules de premiers secours (VPS) permettent d'organiser des postes de secours dynamiques et d'évacuer les victimes vers un centre hospitalier. Le poste de commandement mobile, indispensable lors des dispositifs prévisionnels de grande envergure, permet quant à lui de coordonner l'ensemble des intervenants secouristes qui couvrent un évènement.

### Le financement des postes de secours
Bien que la plupart des membres des associations agréées de sécurité civile soient des bénévoles, l'organisation des postes de secours est payante afin de financer les coûts de ces dispositifs (entretien des véhicules, achat de matériel et de consommables, etc.). Le tarif des prestations étant libre, il varie en fonction des organismes et des caractéristiques de chaque évènement. En 2007, le coût moyen d'un dispositif prévisionnel de secours de petite envergure (DPS-PE) était estimé à 330 €.

## Organisation des postes de secours particuliers
Si les postes de secours généraux sont réglementés par le RNSC-DPS, il existe d'autres dispositifs de secours ou de soutien aux populations qui répondent à des risques ou à des situations spécifiques.

### Surveillance de baignade

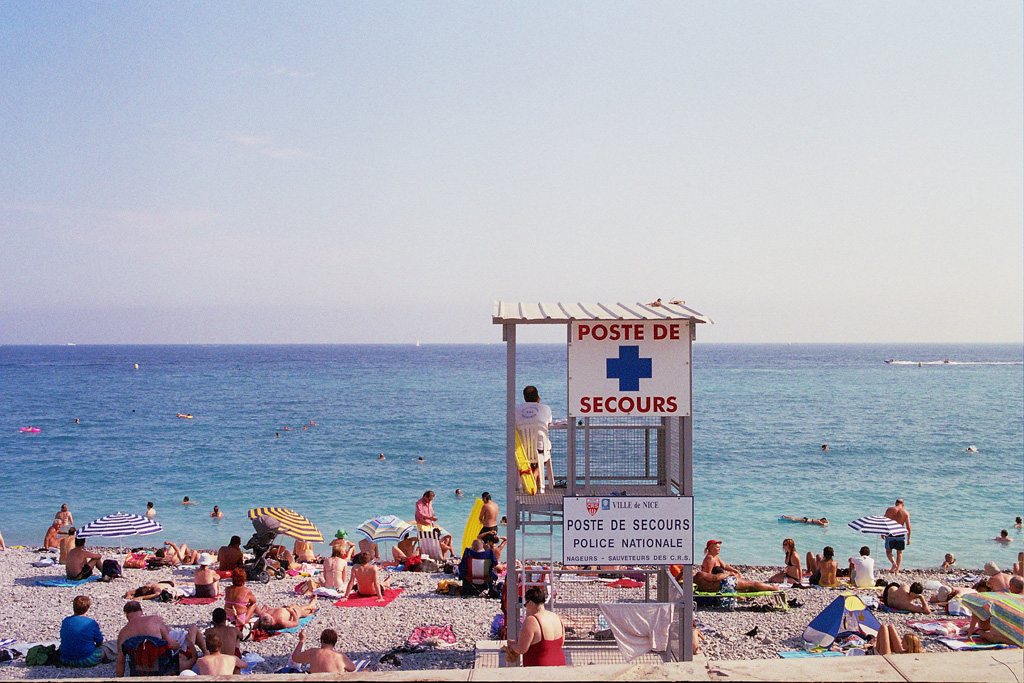
Poste de secours nautique à Nice.

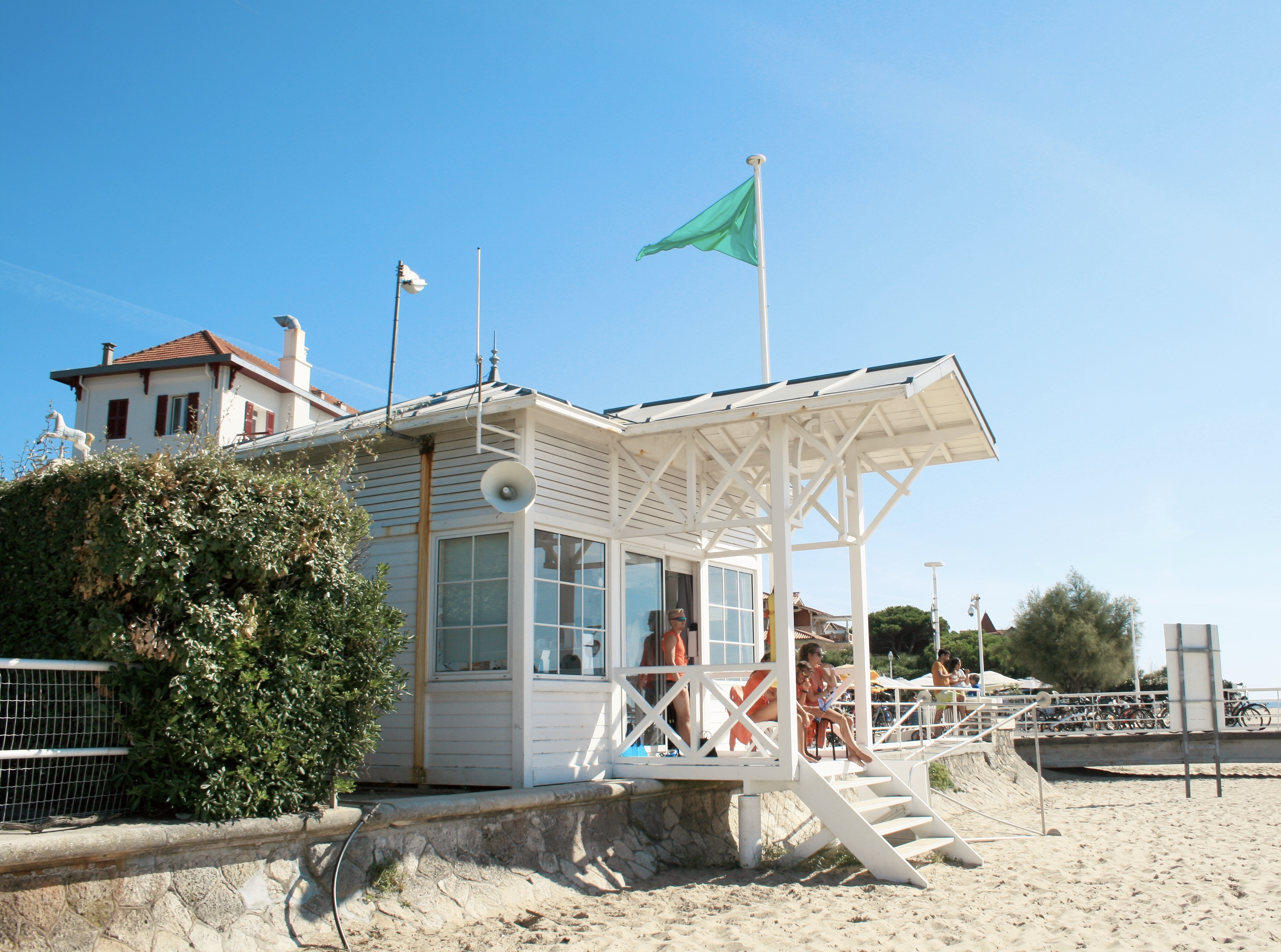
Le poste de secours de la plage du Moulleau à Arcachon.

La surveillance de baignade pour les lieux non-payants (plages, lacs...) relève d'un dispositif spécifique, prévu par une circulaire du 19 juin 1986. Le maire doit prévoir la présence d'un poste de secours pour les lieux où la baignade est autorisée. Il comprend au moins un local abrité pour prendre en charge les victimes. Son emplacement est réglementé et doit être signalé par un écriteau « poste de secours ».
Les personnels qui sont chargés de la surveillance de baignade et de la tenue du poste de secours doivent être titulaires du BNSSA ou détenir la qualité de Maître Nageur Sauveteur. Ils peuvent être issus de structures associatives telles que la SNSM, de corps de la police et de la gendarmerie, ou des sapeurs-pompiers volontaires.
Les sauveteurs disposent de matériels de surveillance (jumelles), de sauvetage (embarcation, bouée de sauvetage, planche de surf...), de recherche (combinaison de plongée, palmes...), de secourisme et de ranimation, ainsi que de moyens de communication (téléphone ou radio).

### Le Centre d'Accueil des Impliqués (CAI)
Le centre d'accueil des impliqués (CAI) est un dispositif de crise visant à prendre en charge, recenser et identifier les personnes non blessées qui se trouvaient à proximité d'un sinistre (incendie, catastrophe naturelle, attentat...). Les personnes en bénéficiant n'y reste que peu de temps (quelques heures), car ce n'est pas une solution d'hébergement, mais uniquement d'accueil. Si les impliqués y logent, il s'agit d'un Centre d'Hébergement d'Urgence (CHU, cf section suivante). Il peut être associé à une cellule d'urgence médico-psychologique (CUMP).

### Le Centre d'Hébergement d'Urgence (CHU)
Contrairement au centre d'accueil des impliqués, le centre d'hébergement d'urgence a vocation à loger les personnes qu'elle reçoit, et donc à leur fournir des solutions d'hébergements (lits, douches, repas, nurserie, etc.) plus conséquente qu'un CAI. Les bénéficiaires peuvent y rester d'une nuit à plusieurs semaines voire mois (en cas de plan grand froid, réfugiés d'une guerre, etc.). 

### Le poste médical avancé (PMA)

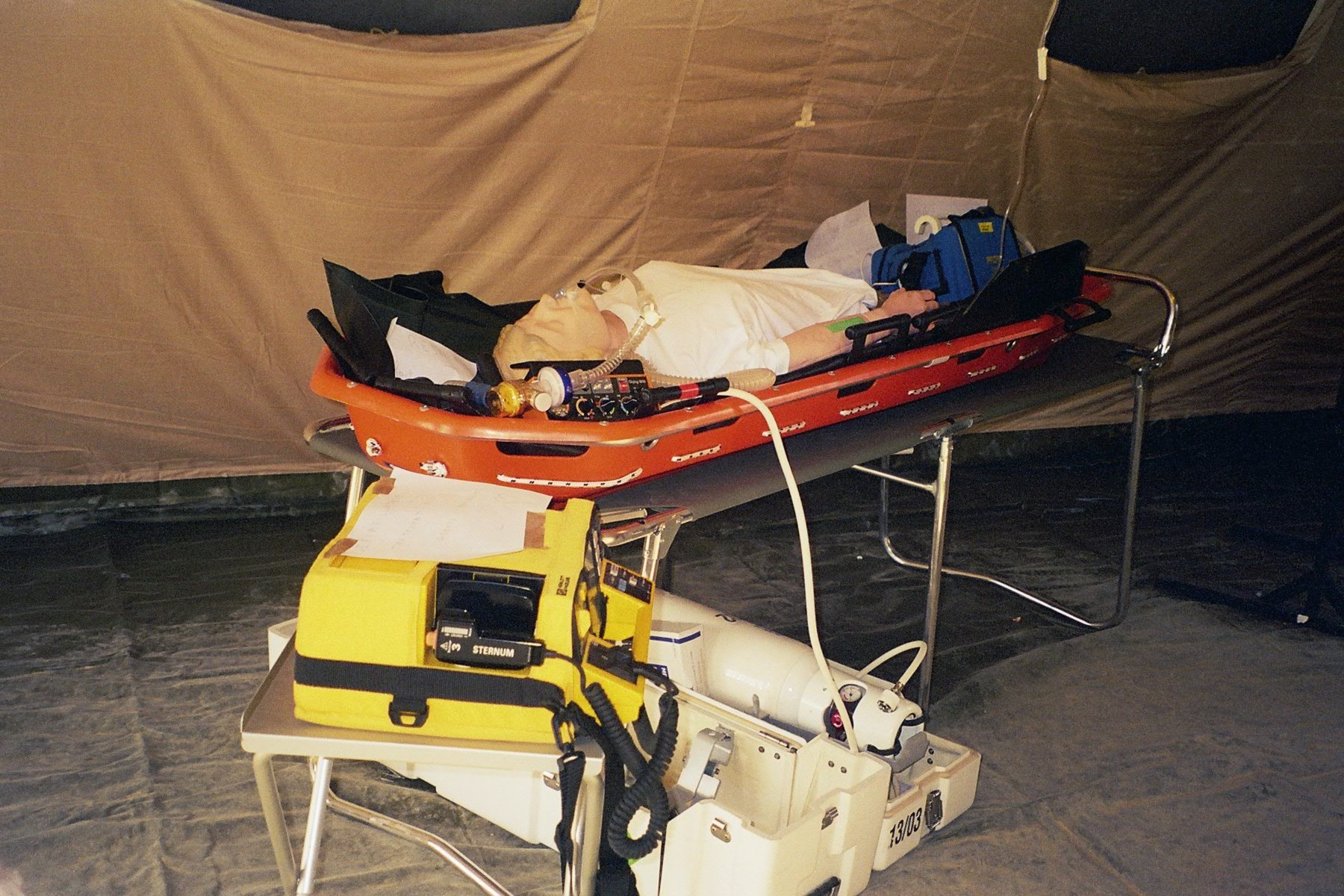
Exemple du type de matériel utilisé dans un hôpital de campagne français.

Le poste médical avancé (PMA), également appelé hôpital de campagne, est une structure provisoire qui permet la prise en charge de victimes par un médecin au plus proche du terrain. Il peut être installé à titre prévisionnel, en complément d'un poste de secours couvrant un évènement à risque, par exemple une manifestation sportive de grande ampleur. Le CAI peut également être utilisé afin de prendre en charge un flux important de victimes en cas d'activation du plan NOVI (catastrophe naturelle, attentat...), ou à proximité d'une zone de combat.

## Données sur les postes de secours

### Statistiques
Selon un rapport de l'Inspection générale de l'administration, le recours aux postes de secours est en augmentation constante. Ainsi, 50 000 dispositifs prévisionnels de secours ont été organisés en 2010, permettant la prise en charge de 143 000 personnes. 
L'agrégation des données fournies par les principales associations agréées de sécurité civile permet d'estimer qu'en 2016, environ 85 000 postes de secours ont été organisés. La principale association est la Croix-Rouge, avec environ 58 000 postes de secours couverts, suivi par la protection civile (environ 18 000) et la Croix Blanche (6 500).
| Association                 | CRF    | FNPC   | Ordre de Malte | SNSM  |
| Nombre de postes de secours | 13 957 | 20 829 | 1 049          | 2 541 |
| Année de référence          | 2024   | 2024   | 2023           | 2023  |

### Postes de secours notables
Le tableau ci-dessous recense des évènements dont l'ampleur a nécessité l'organisation de dispositifs de secours particulièrement importants.
| Évènement                                                       | Année | Nombre de participants | Nombre de secouristes |
| --------------------------------------------------------------- | ----- | ---------------------- | --------------------- |
| Championnat d'Europe de football 2016                           | 2016  | 2 500 000              | 1 000                 |
| Marathon de Paris                                               | 2017  | 57 000                 | 600                   |
| Réveillon de la Saint-Sylvestre à Paris                         | 2017  | 400 000                | 350                   |
| Obsèques de Johnny Hallyday                                     | 2017  | 500 000                | 300                   |
| Fan zones de la Finale de la Coupe du monde de football de 2018 | 2018  | 90 000                 | 300                   |
| Festival des Vieilles Charrues                                  | 2018  | 280 000                | 240                   |
| Fêtes de Bayonne                                                | 2017  | 1 000 000              | 80                    |
| Fête des lumières                                               | 2018  | 1 800 000              | 70                    |
| Jeux Olympiques de Paris                                        | 2024  | 11 000 000             | 8000                  |

#### Ouvrages
- Dispositifs prévisionnels de secours : référentiel national missions de sécurité civile, Paris, Ministère de l'Intérieur, octobre 2006, 1re éd., 83 p. (ISBN 2-11-096226-7, lire en ligne [PDF])
- Loïc Cadiou, Ludovic Cadiou, Marguerite Placet et Philippe Placet, Le guide des DPS : Dispositifs Prévisionnels de Secours : Notions théoriques et applications pratiques à l'usage des acteurs d'urgence, des collectivités territoriales et des organisateurs de manifestations sportives, récréatives et culturelles, Noisy-le-Grand, Setes, 23 mars 2013, 197 p. (ISBN 979-10-91515-11-5)

#### Textes juridiques en vigueur
- Articles L. 725-3, L.725-4, R. 725-1 et R. 725-5 du code de la sécurité intérieure [lire en ligne]
- Loi no 2004-811 du 13 août 2004 de modernisation de la sécurité civile [lire en ligne]
- Arrêté du 7 novembre 2006 fixant le référentiel national relatif aux dispositifs prévisionnels de secours (NOR : INTE0600910A) [lire en ligne]
- Arrêté du 27 février 2017 relatif à l'agrément des associations de sécurité civile pour les dispositifs prévisionnels de secours, dénommé agrément « D » (NOR :  INTE1702347A) [lire en ligne]
- Circulaire n° 86-204 du 19 juin 1986 relative à la surveillance des plages et lieux de baignade d'accès non payant [lire en ligne]